# Hunslet Engine Company

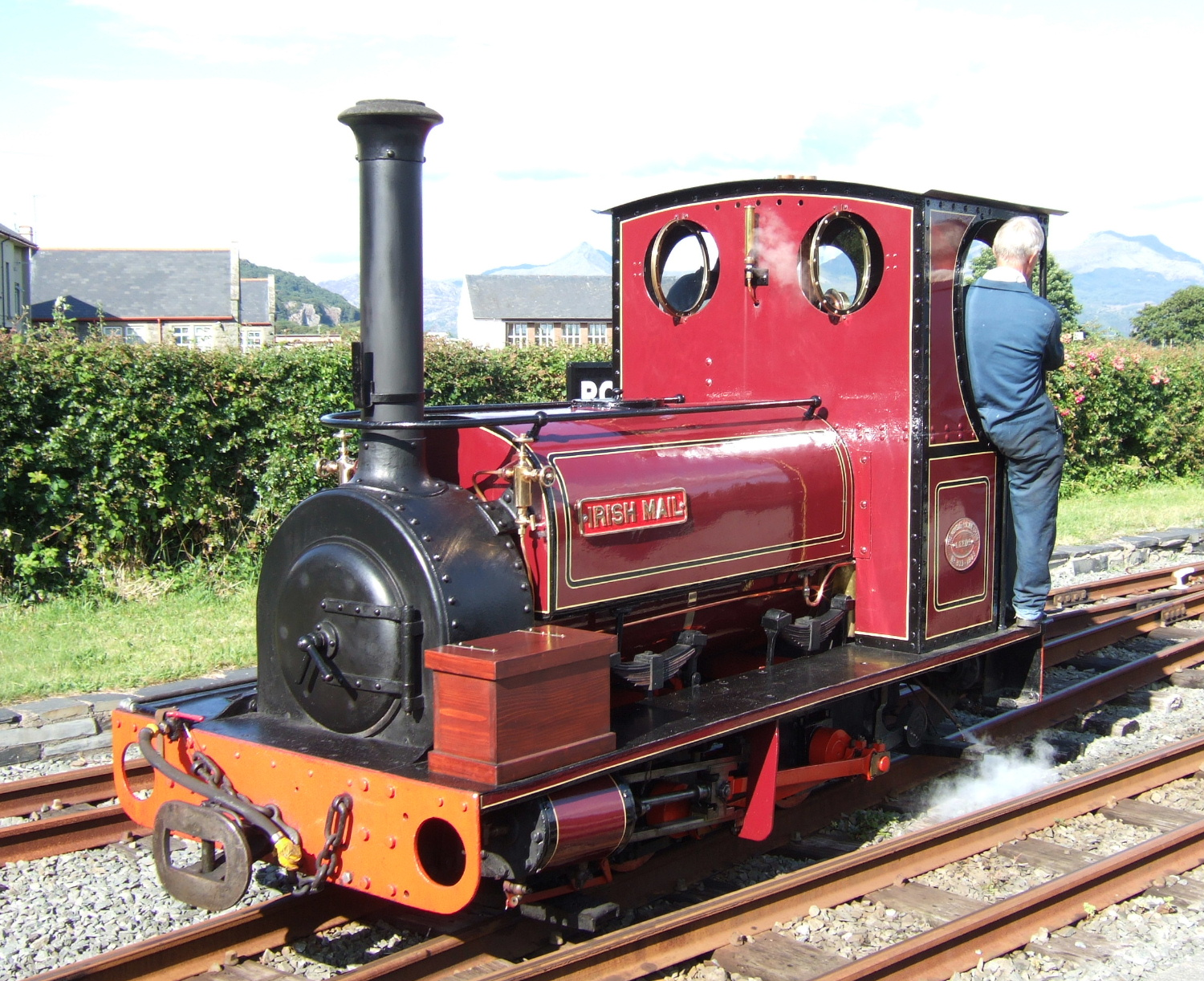
A Irish Mail é típica das várias pequenas locomotivas construidas pela Hunslet para uso em pedreiras

A Hunslet Engine Company é uma companhia britânica fabricante de locomotivas, fundada por John Towlerton Leather em 1864 em Jack Lane, Hunslet, Leeds, condado de West Yorkshire, Inglaterra. Seu fundador era um engenheiro civil empreiteiro, que nomeou James Campbell (filho de Alexander Campbell, engenheiro em Leeds) seu gerente de obras.
James Campbell comprou a empresa em 1871, por £ 25.000 (pagável em cinco parcelas ao longo de dois anos). Entre 1865 e 1870 a produção média foi inferior a dez locomotivas por ano, mas em 1871 a produção subiu para 17.